# Logement

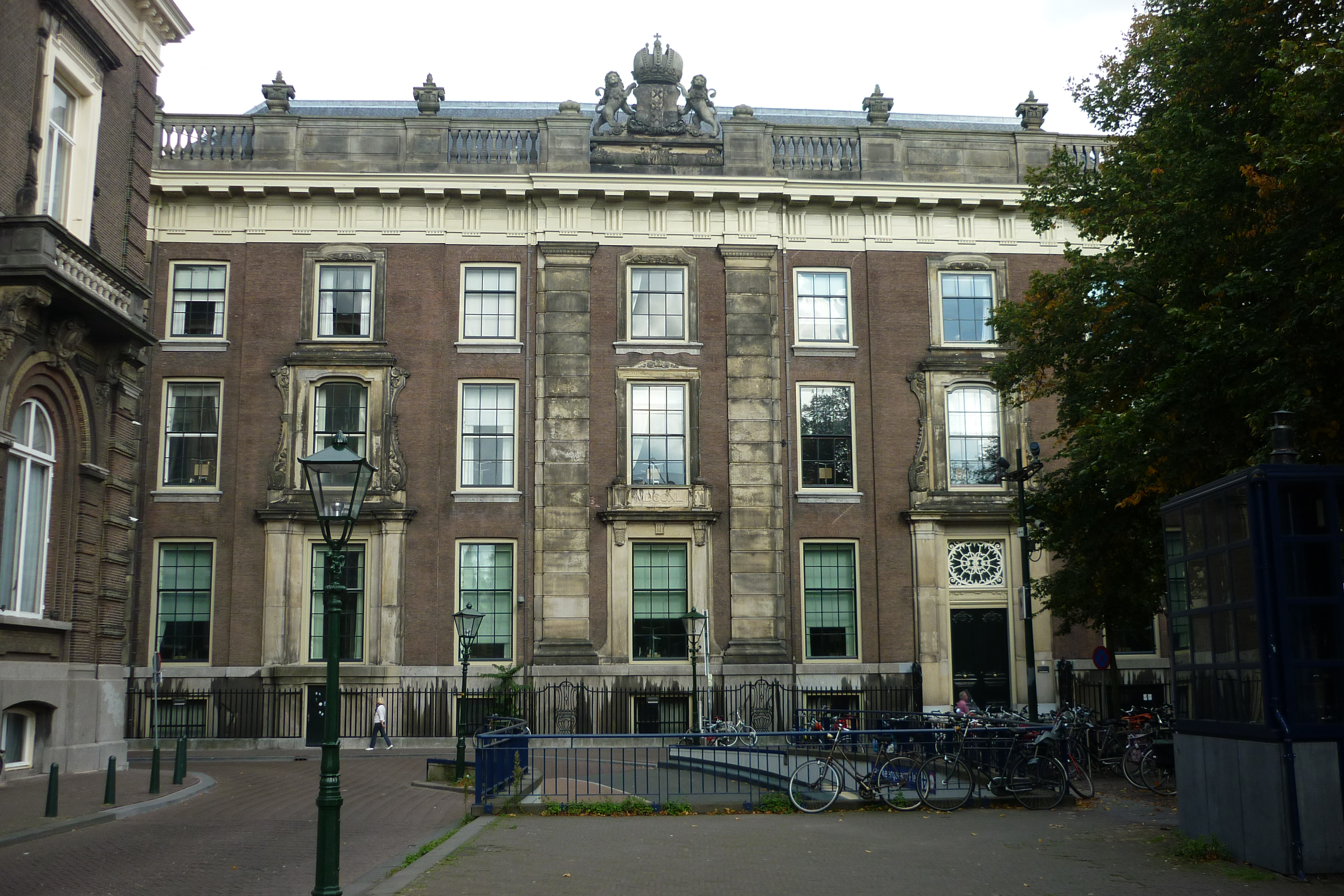
Logement van Amsterdam

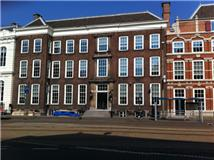
Logement van de Vijf Steden

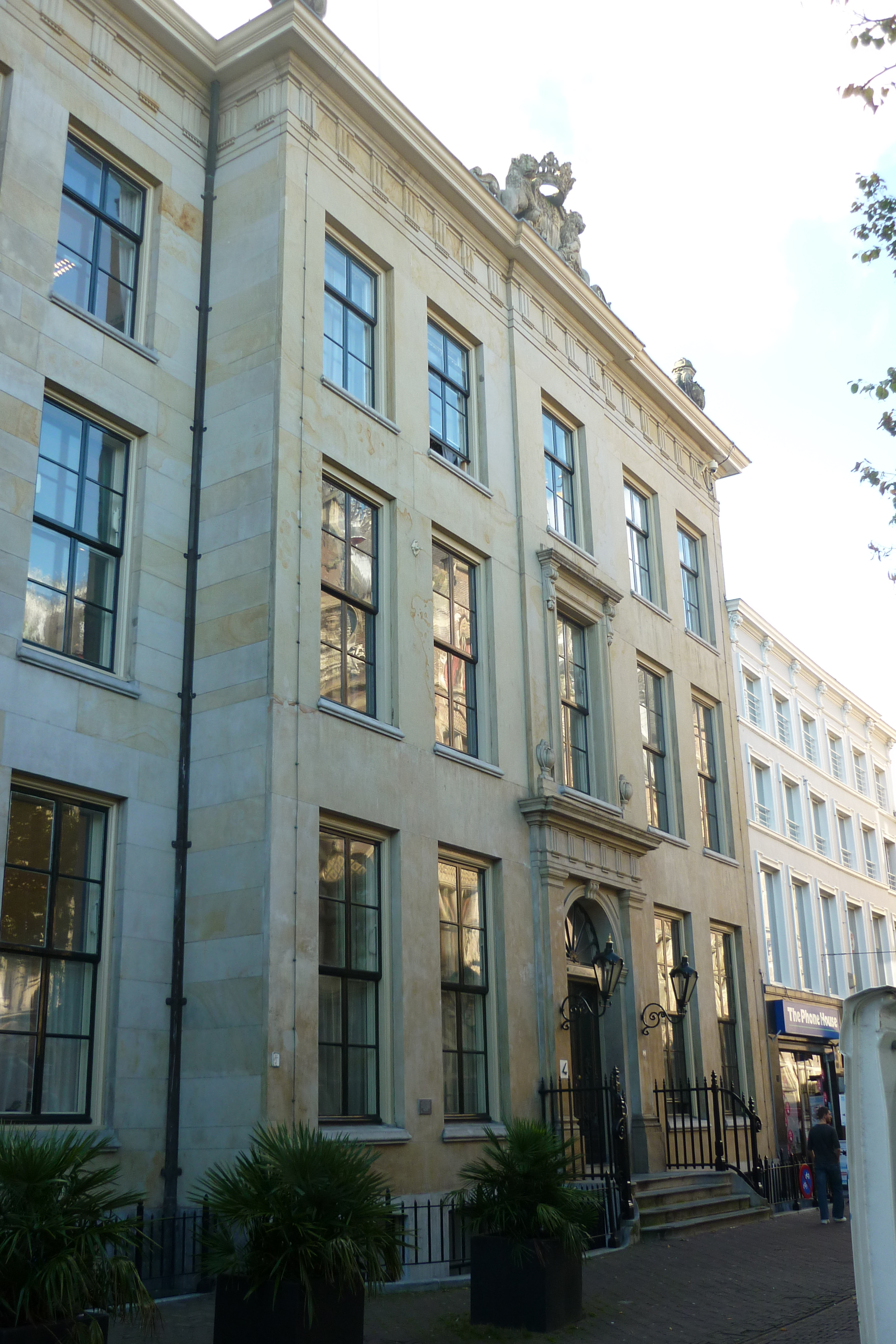
Logement van Rotterdam

Een logement is letterlijk een gelegenheid tot logeren. In de vroegmoderne tijd was een logement veelal een aanduiding voor een gastenverblijf voor de gegoede stand, vergelijkbaar met wat we nu een hotel zouden noemen. In Den Haag was een logement echter ook een vast verblijf voor leden van de Staten van Holland, die daar hun eigen stad kwamen vertegenwoordigen.

## Geschiedenis van de logementen in Den Haag

### Per stad
Het Logement van Middelburg bestond reeds in 1411. Ook in de tijd van de Bourgondische graven was het Binnenhof al het bestuurscentrum van de Nederlandse gewesten.
Tijdens de Republiek der Zeven Verenigde Nederlanden hadden de Hollandse steden zitting in de Staten van Holland waardoor ze directe invloed hadden op de regering. De Staten kwamen vier keer per jaar bij elkaar en deze bijeenkomsten duurden enkele dagen. De afgezanten hadden dan onderdak nodig tijdens hun verblijf en bijna alle steden hadden een eigen logement. In 1670 werd het zelfs verplicht voor de steden om een eigen logement te hebben.
Dordrecht was de oudste stad van Holland en de afgezant mocht altijd als eerste zijn stem uitbrengen. Het eerste Logement van Dordrecht lag aan het Toernooiveld en werd gedeeld met Den Briel. Nadat het Logement van Den Briel werd ondergebracht bij het Logement van Gouda in de Lange Houtstraat (tussen het Plein en het Toernooiveld) verhuisde het Logement van Dordrecht in 1776 naar een voornaam pand aan de Lange Vijverberg hoek Toernooiveld, dat ongeveer net zo groot was als het Logement van Amsterdam. Het voormalige logement werd verkocht aan de familie Caen, die hun stadshuis zelden gebruikte. Het logement werd in 1925 afgebroken.
Het eerste Logement van Amsterdam werd in 1540 gehuurd, het lag aan de Plaats. Later huurde de stad een groot huis aan de Hoogstraat. In 1737 werd een eigen logement gebouwd aan het Plein. Bovenaan de voorgevel daar is nog steeds het stadswapen te zien.
Het Logement van Leiden was op het Buitenhof, op de hoek van de Hofweg en dus recht tegenover het Binnenhof. Het pand werd in 1636 aangekocht. Toen door de komst van de Fransen de logementen gesloten werden, werd het pand verkocht aan de Besognekamer, anno 2010 is op de begane grond een snackrestaurant gevestigd.

### Steden samen
Sommige steden konden zich niet een eigen logement veroorloven:
- Alkmaar en Enkhuizen deelden een logement aan de Praktizijnshoek. Later werd dit logement een hotel, De Twee Steden. Bij dat hotel werd een restaurant gebouwd, Des Deux Villes. Dat restaurant is tegenwoordig een bioscoop.
- Gorinchem, Schiedam en Schoonhoven deelden van 1771 - 1795 een logement aan de Fluwelen Burgwal. Later werd dat gebouw een hotel, daarna kocht de overheid het gebouw en werd het Ministerie van Oorlog er gehuisvest en daarna de Staatsdrukkerij.
- De vijf Noord-Hollandse steden Edam, Hoorn, Medemblik, Monnickendam en Purmerend deelden een logement. Zij hadden hiertoe in 1656 het huis van Brederode aan de Lange Vijverberg gekocht. In 1747 verhuisden ze naar de Praktizijnshoek, waar ook het logement van Alkmaar en Enkhuizen was. Daarna verhuisden ze naar Kneuterdijk 22, waar tegenwoordig de Raad van State is gehuisvest.

## Nog bestaand
Een deel van de voormalige logementsgebouwen bestaat nog:
- Logement van Amsterdam op het Plein
- Logement van Rotterdam op het Plein, nu deel van het Ministerie van Defensie
- Logement van de Vijf Steden is aan de Kneuterdijk 22, naast het Paleis Kneuterdijk. Hier verbleef ook de gezant van Haarlem.